# FV-104 Samaritan

Le FV-104 Samaritan est une ambulance blindée et chenillée britannique de la famille des véhicules de combat de reconnaissance chenillés, dont la production a commencé en 1970.
Le Samaritan belge est la version transport de blessés de la famille du véhicule blindé léger CVRT.
Le compartiment arrière a été rehaussé afin de pouvoir transporter jusqu'à six blessés et une équipe médicale dans plusieurs configurations : 
- l'assistant médical et quatre civières ;
- l'assistant, deux civières et jusqu'à trois places assises ;
- l'assistant et jusqu'à cinq places assises ;
- l'assistant et six places assises (en cas d'urgence).

L'engin était notamment en utilisation au sein du 1er et 4e Régiment de Chasseurs à Cheval.
Il est maintenant retiré du service actif et remplacé par des véhicules blindés à roues.

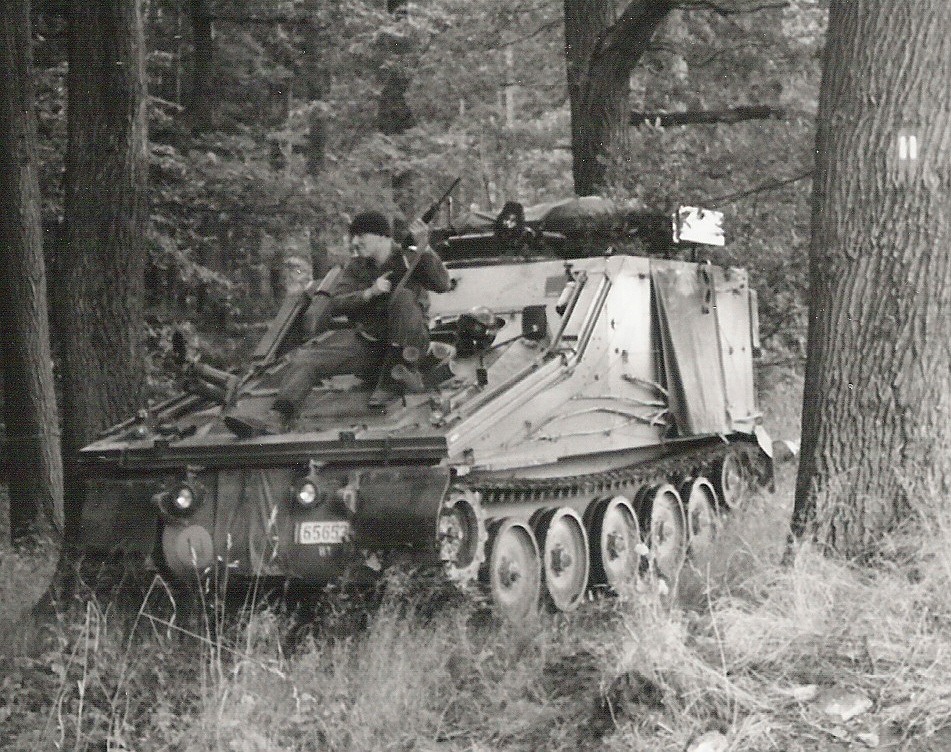
CVRT Samaritan de l'armée belge avec croix-rouges bâchées
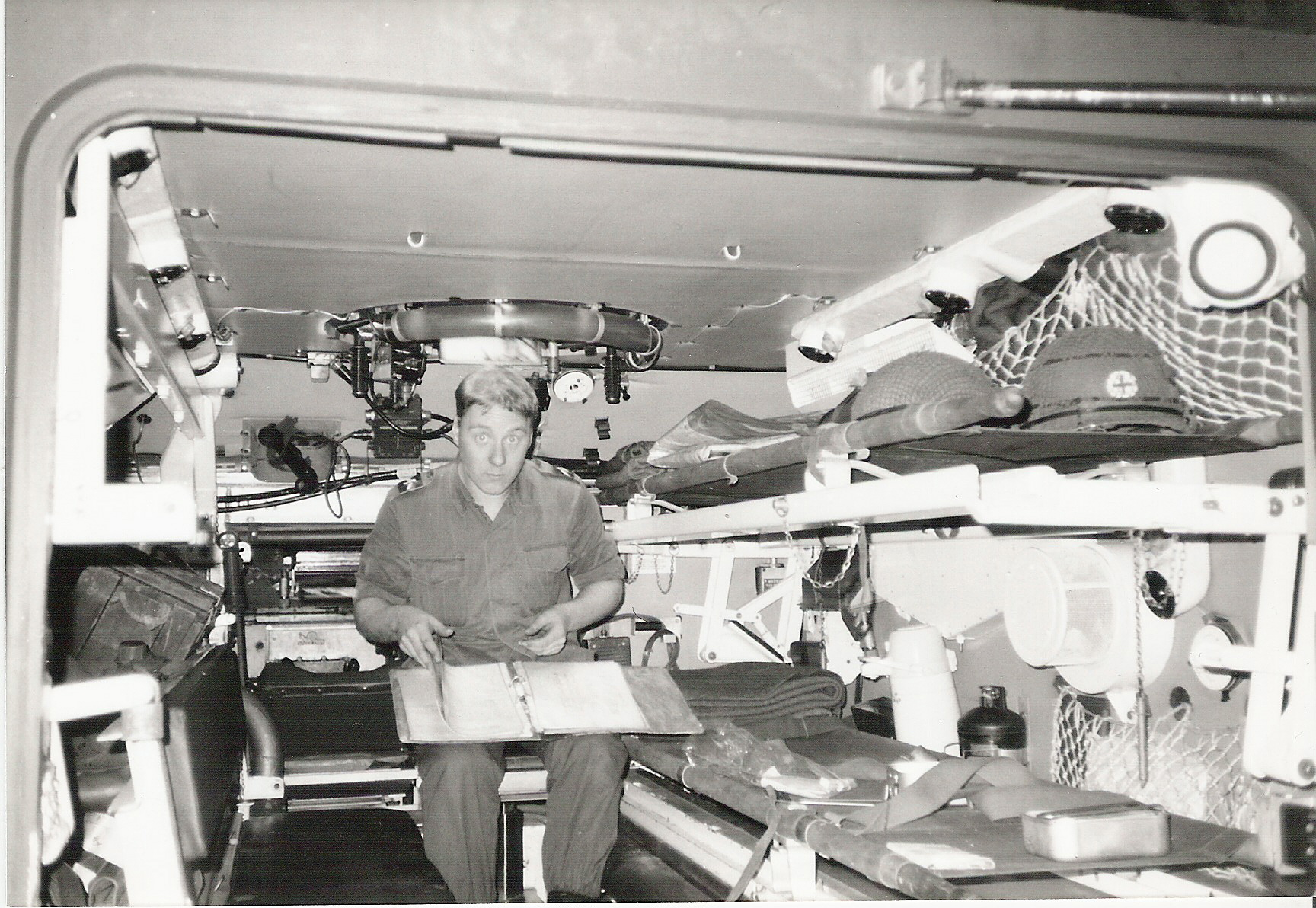
Intérieur de l'ambulance avec deux civières rabattues
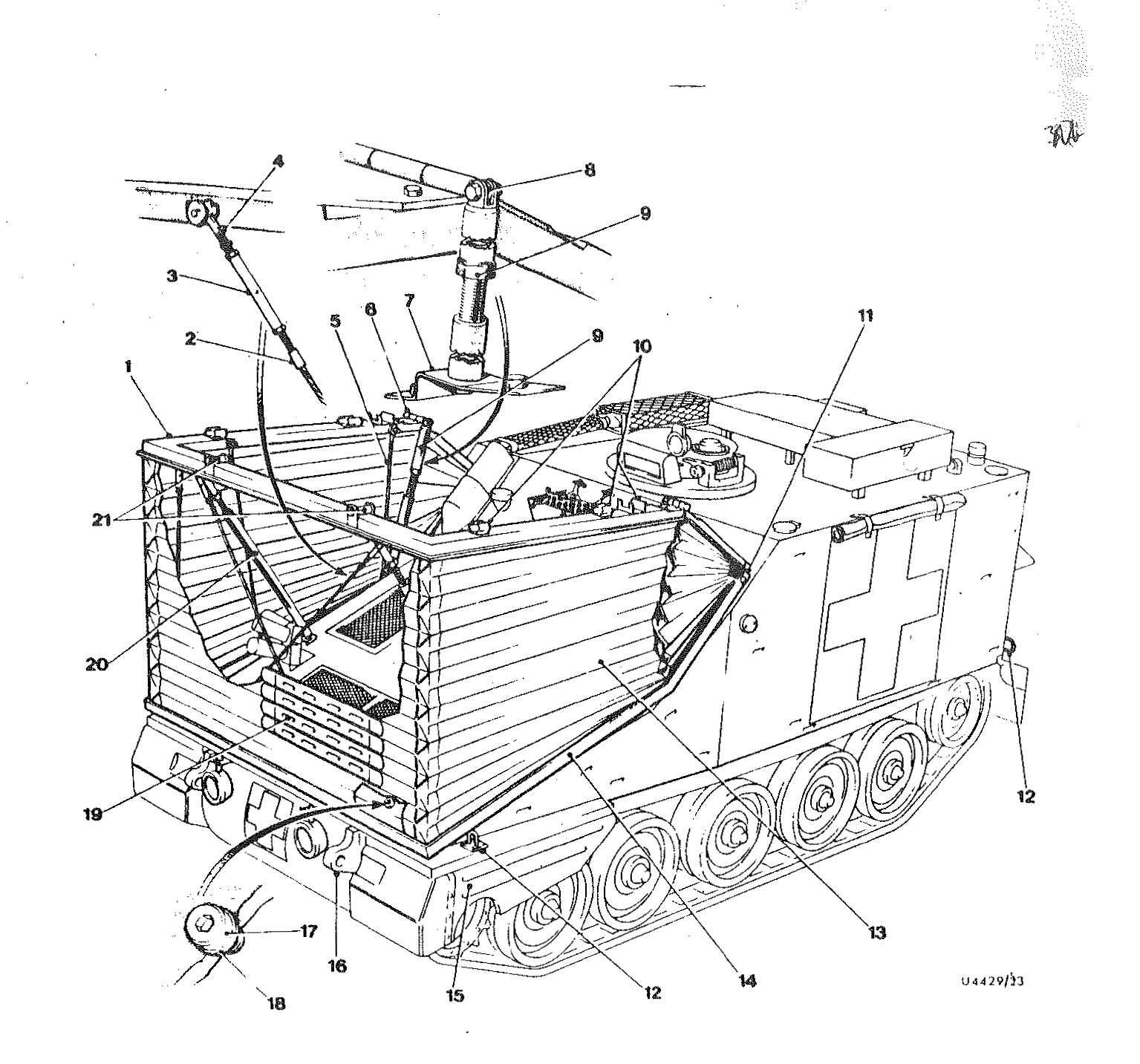
CVRT Samaritan avec jupe de flottaison
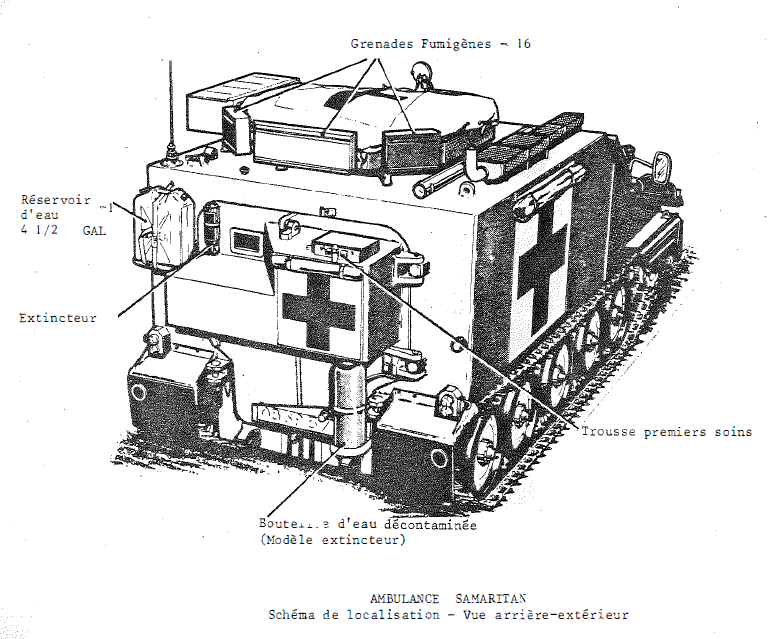
CVRT Samaritan vue arrière